# Rysslands damlandslag i handboll

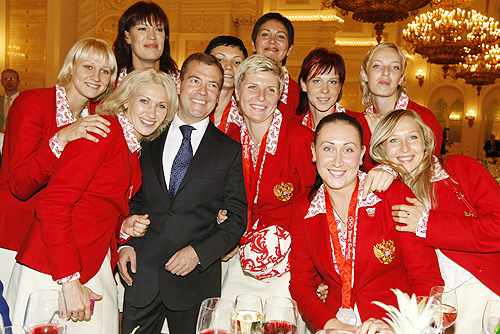
Rysslands damlandslag i handboll, vinnare av OS-silvermedaljen i Peking 2008, tillsammans med Rysslands dåvarande president Dmitrij Medvedev.

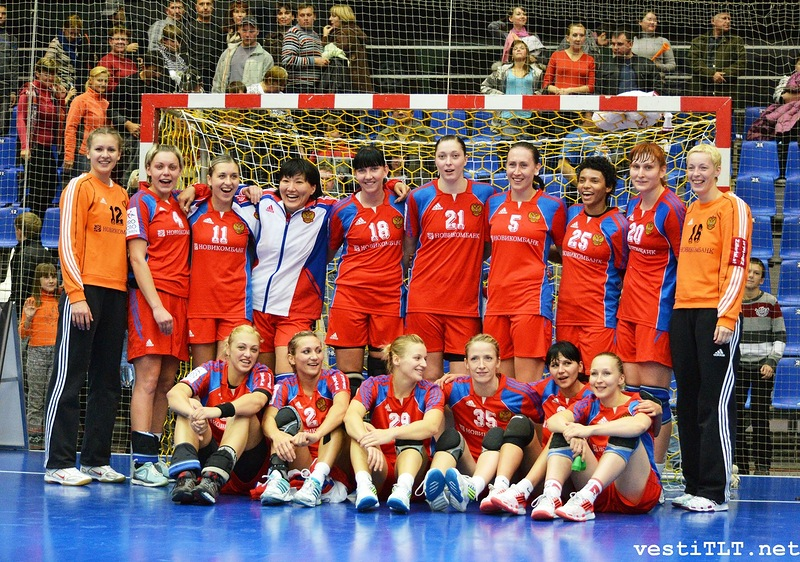
Rysslands damlandslag i handboll 2011.

Rysslands damlandslag i handboll representerar Ryssland i handboll på damsidan. Laget tillhör sedan tidigt 2000-tal de bästa i världen.

## Historia

### 1993–1999: Osäkerhet
Rysslands nationell landslag skapades 1993 efter föregångaren Sovjetunionen nationella landslag. Sovjet var ett av världens främsta handbollslag. I sommar OS 1992 vann OSS en bronsmedalj. Men 1996, 2000 och 2004 kvalificerade man sig inte till OS-turneringarna. Under dessa sex år hade det ryska laget fyra landslagstränare som alla slutade efter misslyckade insatser. Den enda insatsen med större kvalitet var 1997 i VM där Ryssland med Igor Eskov som ledare / från klubben Rostov Istotjnik /, blev 4:a och två ryska handbollsspelare Natalia Malachova och Natalia Derjugina blev uttagna i all star team. Redan nästa år i EM 1998 i Nederländerna blev Ryssland bara placerat som 9:a. Vid VM 1999 med Kubans Alexander Tarasikov som var huvudtränare för OSS 1992, kom Ryssland bara på 12 plats.

### 1999–2009: Genombrott i världseliten
Sent på året 1999, ersattes Tarasikov av Jevgenij Trefilov, som var tränare för klubben GK Lada. Han spelade med yngre spelare i landslaget och inriktade sig på spelare i ryska ligan. Redan vid EM 2000 vann ryskorna brons.
2001 vid VM spelade Trefilov med veteranerna Raisa Verakso, det var hennes sjätte VM, och målvakten Svetlana Bogdanova som vunnit VM 1990. Ryssland vann alla sina nio matcher och slog Norge i finalen.
Ryskorna kom sedan på fjärde plats i EM 2002 i Danmark. Ett år senare vid VM 2003 i Kroatien blev ryskorna bara 7:a. Detta betydde att laget inte fick kvala till OS 2004. Det var en poäng som saknades för att nå semifinalen. Ryskorna förlorade mot Frankrike i gruppen med 19–20.
Efter ett mindre bra EM 2004 reste sig ryskorna ur askan vid VM 2005 i St. Petersburg, och upprepade triumfen från 2001.
Ryssland förlorade finalen i EM 2006 till Norge och blev inte direktkvalificerat till OS men ett år senare i VM-finalen 2007 vann ryskorna över norskorna i VM-finalen. Ryssland hade en rad världsstjärnor Ljudmila Bodnijeva, MVP i VM 2005 och med i all star team i EM 2000, 2002, 2004 och 2006, Irina Bliznova, som var skadad under gruppspelet. Natalia Sjipilova,som inte kunde spela i semifinalen. Målvakten Inna Suslina gjorde en stormatch i finalen och räddade tre av fem straffar. Ryssland vann VM-finalen 2007 med 29–24.
Norge fick revansch i OS-finalen 2008 i Peking. Norge ledde tidigt med 10 mål och ryskorna kunde inte ta in det utan matchen slutade 34–27 till Norge men ryskorna tog sin första OS-medalj med silvret.
Efter OS slutade Anna Karejeva, Oksana Romenskaja och Natalja Sjipilova med handboll. Innan EM 2008 i Makedonien hade spelare som Polina Kusnetsova, Jana Uskova, Jekaterina Andrjusjina, Ljudmila Postnova och Irina Bliznova lämnat återbud på grund av skador och sjukdom. De ersattes med nio debutanter. Ryssland mötte åter Norge i semifinalen och strax i början ledde norskorna med 7-1 och ryskorna förlorade. I bronsmatchen mot Tyskland vann Ryssland.
Ryssland besegrade Norge i semifinalen i VM 2009 med hela 28–20. I finalen besegrade Ryssland sedan Frankrike med 25–22.och man bärgade tredje raka VM-titeln.

### 2010–2013: Nedgången efter Trefilov
Efter VM 2009 upplevde ryska landslaget flera motgångar. I EM 2010 och 2012 blev det bara 7;e och 6:e plats. Vid OS i London 2012 vann Ryssland sin grupp men förlorade kvartsfinalen mot Sydkorea och slutade åtta. Efter OS fick man en ny tränare Vitaly Krokhin. I juni 2013 spelade Ryssland playoff inför VM 2013. Laget vann med 27–26 i Rotterdam mot Holland men förlorade sedan i Rostov-on-Don med hela 21–33. Det var första gången man missade världsmästerskapet. Kvalet mellan två av världens bästa handbollsnationer i playoff är inte ett rimligt kval.

### 2013–2019: Trefilov återkomst och OS-guld 2016
Den 16 september 2013, efter det misslyckade VM kvalet, blev Jevgenij Trefilov åter huvudtränare för landslaget. Han debuterade 2014 i EM men Ryssland kom på 14:e plats, deras sämsta placering i ett EM-mästerskapskap. Den 7 och 13 juni 2015, besegrade Ryssland Tyskland i playoff till VM 2015. I sin första match vann ryskorna mot Norge med 26–25. Ryskorna nådde bara kvartsfinalen där de förlorade till Polen. I placeringsmatcherna fick Ryssland en femteplats i VM 2015.
Ryssland var 2016 för tredje gången med i OS. Kvalet spelades 18-20 mars 2016 i Astrakan. I gruppspelet besegrade Ryssland alla i OS. Sen vann man kvartsfinalen mot Angola och i en maratonmatch i semifinalen vann man i förlängningen över Norge.. I finalen besegrade Ryssland Frankrike och vann OS-guldet för första gången för Ryssland. Vid EM 2016 spelade inte Ryssland särskilt bra och efter förluster mot Norge i gruppen och Danmark i mellanrundan var man utan semifinalchans. Ryskorna slutade 7:a i EM 2016. Vid VM 2017 i Tyskland kom man åter utanför pallen på 5:e plats. Vid EM 2018, som var Trefilovs sista mästerskap, nådde Ryssland EM-finalen för första gången sedan 2006. Ryssland förlorade titeln till Frankrike som tog sin första EM titel.

### 2019–2020: Ambros Martín ny huvudtränare
I augusti 2019 ersattes Trefliov med Rostov-Dons Ambros Martin. Trefilov hade fått hjärtproblem. Ryssland kom till 2019 års VM som en av huvudfavoriterna. Truppen ursprungligen 20 spelare reducerades till 18, skadade Antonina Skorobogatjenko och Olga Sherbak lämnades hemma. Ryssland var huvudfavoriter och efter att ha vunnit alla de första åtta matcherna i rad under mästerskapet mötte man Nederländerna i semifinal men förlorade med 32–33 efter en mycket jämn och tät match. Ryssland vann sedan bronsmatchen mot Norge med 33–28, och fick första medaljen i VM efter 2009.
Ryssland spelade 2020 års EM med mindre goda förutsättningar. Tre skadade världsspelare Jelena Mikhajlitsjenko, Anna Sen och Anna Vjachireva – måste avstå mästerskapet. Laget hade bara en veckas förberedelser i en skolhall, och missade träningsmatcher på grund av COVID-19. Ryssland startade bra och var på första plats i den gruppspelet med tre segrar. I huvudrundan besegrade man Montenegro, spelade oavgjort mot Frankrike men förlorade i avgörande matchen mot Danmark. Danmark på en poäng mer och därmed Danmark och Frankrike vidare till semifinal. i matchen om femte plats besegrade man Nederländerna klart. Martin slutade efter detta som landslagstränare.

### 2021: Aleksejev ersätter Martin
Efter att Amros Martin ersatte i december 2020 blev GK Ladas Alexej Alexejev, som tidigare var assisterande förbundskapten för landslaget. Dessutom förnyades tränarstaben, nu med den tidigare handbollsspelaren Olga Akopan och Rostov-Dons assisterande tränare Tomáš Hlavatý. Dessutom tillträdde Trefilov tjänsten som konsult. Inför sommar-OS i Tokyo 2020, som sköts upp till juli-augusti 2021 på grund av covid-19-pandemin, gick Rysslands landslag igenom kvalturneringen till OS, som ägde rum Győr i Ungern. Ryssland vann alla tre matcherna mot Serbien, Kazakstan och Ungern. 
Truppen till OS presenterades den 2 juni 2021. Målvakten Anastasia Lagina och kantspelaren Darja Samochina var reserver i truppen. Laget spelade oavgjort i sin inledande OS-match mot mot Brasilien, och fick sedan en förlust mot Sverige 24-36, men därefter en fem matcher lång vinstsvit hela vägen till finalen. Ryskorna slog Norge i semifinalen med ett mål, Och precis som 2016 möttes Ryssland och Frankrike i finalen. Den här gången vann fransyskorna med 30–25, men Ryssland tog silver, den tredje OS-medaljen.

## Förbundskaptener
- 1993-1994 Sergej Aanesov
- 1995-1996 - Levon Akopjan
- 1997-1998 - Igor Jeskov
- 1999 Alexander Tarasikov
- 1999-2012 Jevgenij Trefilov
- 2012-2013 - Vitalij Krokhin
- 2013-2019 - Jevgenij Trefilov
- 2019-2020 Ambros Martín
- 2021- Alexej Alexejev

## Världsmästare 2001 i Italien
Tatjana Alizar Oksana Romenskaja Jelena Chausova, Natalia Goncharova, Anna Karejeva, Ljudmila Bodnijeva, Nadezjda Muravjova, Anna Ignattchenko, Raisa Verakso, Inna Suslina, Irina Prasjkova, Tatiana Diadetchko, Alina Dolgikh Svetlana Bogdanova, Irina Poltoratskaja, Svetlana Smirnova. Förbundskapten Jevgenij Trefilov

## Världsmästare 2005 i Ryssland
Tatjana Alizar, Polina Kuznetsova, Oksana Romenskaja, Ljudmila Postnova, Anna Karejeva, Ljudmila Bodnijeva, Jana Uskova, Jelena Poljonova, Emilija Turej, Jelena Sergejeva, Natalja Sjipilova, Marija Sidorova, Jekaterina Marennikova, Irina Bliznova, Anna Filippova, Irina Poltoratskaja, Förbundskapten Jevgenij Trefilov

## Världsmästare 2007 i Frankrike
Inna Suslina, Jelena Poljoniva, Polina Kuznetsova, Emelija Turej, Irina Poltoratskaja, Natalja Sjipilova, Oksana Romenskaja, Marija Sidorova, Ljudmlla Postnova, Olga Akopjan, Anna Karajeva, Nadezdja Muravjova, Jekaterina Andrjusjina, Jelena Dmitrijeva, Jana Uskova, Irina Bliznov. Förbundskapten Jevgenij Trefilov

## Världsmästare 2009 i Kina
Inna Suslina, Anna Sedojkina, Ljudmlla Postnova, Jekaterina Andrjusjina, Tatjana Dronina, Nadezdja Muravjova, Jelena Dmitrijeva, Jekaterina Vetkova Olga Akopjan, Viktorija Zjilinskajte, Marina Sudakova Oksana Koroljova, Ksenija Makejeva, Emelija Turej, Maja Petrova Tatjana Khmyrova. Förbundskapten Jevgenij Trefilov

## OS-guldmedaljörer 2016 i Rio de Janeiro
Anna Sedojkina, Polina Kuznetsova, Darja Dmitrijeva, Anna Sen, Olga Akopjan, Anna Vjachireva, Marina Sudakova, Vladlena Bobrovnikova, Viktorija Zjilinskajte, Jekaterina Marennikova, Irina Bliznova, Jekaterina Ilina, Maja Petrova, Tatjana Jerochina, Victorija Kalinina

## Meriter
| - 1993 i Norge: 5:a - 1995 i Österrike och Ungern: 6:a - 1997 i Tyskland: 4:a - 1999 i Norge och Danmark: 12:a - 2001 i Italien: Guld - 2003 i Kroatien: 7:a - 2005 i Ryssland: Guld - 2007 i Frankrike: Guld - 2009 i Kina: Guld - 2011 i Brasilien: 6:a - 2013 i Serbien: Ej kvalificerade - 2015 i Danmark: 5:a - 2017 i Tyskland: 5:a - 2019 i Japan: Brons - 2021 i Spanien: 8:a | - 1994 i Tyskland: 6:a - 1996 i Danmark: 7:a - 1998 i Nederländerna: 9:a - 2000 i Rumänien: Brons - 2002 i Danmark: 4:a - 2004 i Ungern: 4:a - 2006 i Sverige: Silver - 2008 i Makedonien: Brons - 2010 i Danmark och Norge: 7:a - 2012 i Serbien: 6:a - 2014 i Kroatien och Ungern: 14:e - 2016 i Sverige: 7:a - 2018 i Frankrike: Silver - 2020 i Danmark: 5:a | - 1996 i Atlanta: Ej kvalificerade - 2000 i Sydney: Ej kvalificerade - 2004 i Aten: Ej kvalificerade - 2008 i Peking: Silver - 2012 i London: 8:a - 2016 i Rio de Janeiro: Guld - 2020 i Tokyo: Silver |